# Protosilvius termitiformis
Protosilvius termitiformis är en tvåvingeart som beskrevs av Günther Enderlein 1922. Protosilvius termitiformis ingår i släktet Protosilvius och familjen bromsar. Inga underarter finns listade i Catalogue of Life.